# Roman gothique

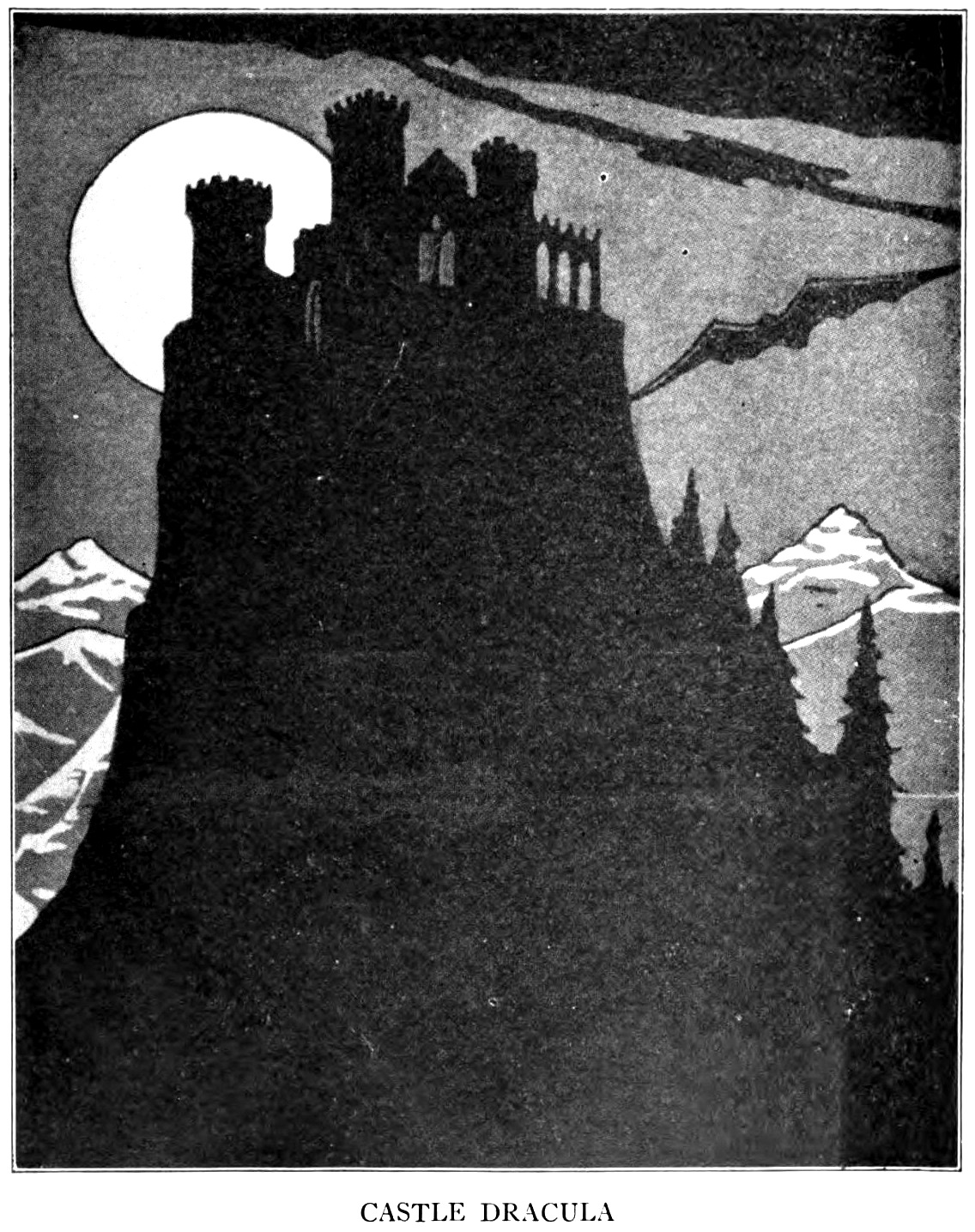
Le château hanté est le cadre typique des romans gothiques, inspirant la crainte par son atmosphère mystérieuse et lugubre, son isolement et son passé chargé d'histoire.

Le roman gothique est un genre littéraire qui émerge à la fin du XVIIIe siècle en Angleterre et qui connait son apogée au début du XIXe siècle. Mêlant des éléments d'horreur, de mystère et de romantisme, ce genre se caractérise par des atmosphères sombres et inquiétantes, des décors lugubres et des intrigues mettant en scène le surnaturel ou l'inexplicable.
Considéré comme le précurseur de la littérature fantastique et d'horreur moderne, le roman gothique plonge ses racines dans le mouvement romantique et dans un regain d'intérêt pour le Moyen Âge et ses vestiges architecturaux. Le terme « gothique » fait d'ailleurs référence à l'architecture médiévale qui sert souvent de toile de fond à ces récits : châteaux en ruines, abbayes abandonnées, manoirs isolés. Le roman fondateur du genre est généralement considéré comme étant Le Château d'Otrante (1764) d'Horace Walpole. Cette œuvre établit de nombreux codes et conventions qui seront repris et développés par les auteurs ultérieurs. Parmi les figures emblématiques du roman gothique, on peut citer Ann Radcliffe, Matthew Gregory Lewis, Mary Shelley et Bram Stoker.
Les thèmes récurrents du genre incluent la transgression des tabous, la confrontation entre le rationnel et l'irrationnel, l'exploration des peurs ancestrales et la critique sociale voilée. Les personnages archétypaux comprennent souvent une héroïne vertueuse en détresse, un antagoniste machiavélique, et des créatures surnaturelles telles que fantômes, vampires ou monstres.
Bien que le genre ait connu son apogée au tournant du XIXe siècle, son influence perdure dans la littérature contemporaine et s'est étendue à d'autres médias comme le cinéma et la télévision. Le roman gothique a également donné naissance à de nombreux sous-genres et variations, comme le gothique américain, le gothique victorien, le néogothique, ainsi que le romantisme noir en français

## Chronologie

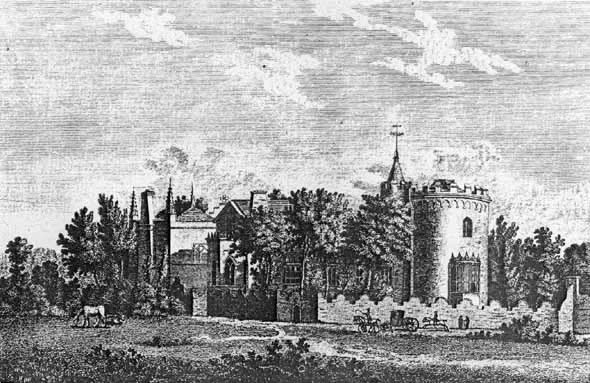
Strawberry Hill, villa construite dans le style « renaissance gothique » par l'écrivain Horace Walpole.

Le roman gothique s'inscrit dans la logique d'un engouement pour le sentimental et le macabre qui se fait jour dans l'Europe du XVIIIe siècle avec des auteurs comme l'abbé Prévost dont L'Histoire de Monsieur Cleveland, fils naturel de Cromwell (1731-1739) paraît d'abord dans une traduction anglaise à Londres. 
La naissance du roman gothique est également associée à la redécouverte de l'architecture gothique dans l'Angleterre de la deuxième moitié du XVIIIe siècle et plus généralement à l'engouement pour le passé. Horace Walpole, noble et homme politique anglais qui fut l'ami intime de Mme de Tencin, se fait ainsi construire un château de style médiéval sur la colline de Strawberry Hill. Le premier, Walpole va réunir les ingrédients du roman gothique historique dans le Château d'Otrante paru en 1764 : action située dans le passé mythique des croisades, décor médiéval, présence du surnaturel, personnages contemporains victimes des mystères du passé. 
En France, des auteurs comme François Guillaume Ducray-Duminil, Charles-Antoine-Guillaume Pigault-Lebrun, Madame de Genlis ou François-Thomas-Marie de Baculard d'Arnaud exploitent de leur côté une veine macabre. D'Arnaud produit une version dramatique des Mémoires du comte de Comminge (1735) de Mme de Tencin avec pour décor une crypte « où sont les tombeaux des religieux de la Trappe, avec des crucifix, des têtes de morts » inspirés des décors macabres chers aux Graveyard Poets (poètes des cimetières) anglais tels que Edward Young dont il admirait beaucoup les Nuits. C'est lui qui crée le terme de genre sombre. En Allemagne, les romantiques, notamment les poètes comme Frédéric Schiller, se sont également tournés vers le Moyen Âge, mais ce sont des auteurs de moindre importance comme Joseph Alois Gleich (1772-1841) ou Christian Heinrich Spieß qui lancent le genre du Schauerroman (Le roman de l'effroi). 
Cependant, c'est en Angleterre que le roman gothique trouve son terrain de prédilection. Les femmes s'y distinguent. Clara Reeve, influencée par la lecture du Château d'Otrante, d’Horace Walpole, publie en 1777 Le Champion de la Vertu ou le Vieux Baron Anglais (en) ; à son tour, Charlotte Smith (1749-1806) publie une série de romans très populaires à la fin du XVIIIe siècle : Emmeline ou l'Orpheline du château en 1788, Éthelinde ou la Recluse du lac en 1789 et Célestine ou la Victime des préjugés (en) en 1791, accentuant le thème de la persécution féminine déjà présent chez Richardson. Elle précède Ann Radcliffe dont les Mystères d'Udolpho (1794) connaissent un succès européen et passent à la postérité comme un monument du genre gothique. L'engouement du public pousse William Lane, propriétaire de la maison d'édition Minerva Press à offrir leur chance à des auteurs à la recherche d'un gagne-pain, notamment des femmes comme Regina Maria Roche (The Maid of the Hamlet, 1793 ; Clermont, 1798), Eliza Parsons (The Castle of Wolfenbach, 1793 ; The Mysterious Warning, 1796), ou Eleanor Sleath (en) (The Orphan of the Rhine, 1798). 
À côté du roman gothique sentimental paraissent des œuvres qui se caractérisent par une atmosphère d'horreur plus prononcée comme en témoignent Vathek, conte à la manière orientale écrit en français par William Thomas Beckford en 1786, puis le célèbre Moine de Matthew Gregory Lewis (1796). On peut également rattacher à cette période dite « frénétique » le Manuscrit trouvé à Saragosse du Polonais Jan Potocki, également rédigé en français.
En 1818 paraît le célèbre Frankenstein de Mary Shelley, un roman charnière profondément enraciné dans la tradition gothique et considéré a posteriori comme un des premiers romans de science-fiction. Enfin, la parution la même année de deux romans qui parodient le genre gothique (L'Abbaye de Northanger de Jane Austen et L'Abbaye du cauchemar (en) de Thomas Love Peacock) signe la fin de l'âge d'or du roman gothique. En 1820, l'Irlandais Maturin publie Melmoth ou l'Homme errant et en 1824 Les Albigeois, considéré selon Maurice Lévy comme le dernier roman gothique. Thomas de Quincey (Klosterheim, 1832) perpétue encore la tradition, tandis que le genre fantastique est en plein essor en Europe continentale[réf. nécessaire]. Les thèmes du roman gothique continuent toutefois de nourrir toute la littérature anglaise jusqu'au XXe siècle, de Charles Dickens à Mervyn Peake en passant par Joseph Conrad. Au tournant du XIXe siècle, une mode « néogothique » apparaît ainsi dans la littérature fantastique par le biais d'œuvres aussi célèbres que L'Étrange Cas du docteur Jekyll et de M. Hyde (1886) de Robert Louis Stevenson, Le Portrait de Dorian Gray (1890) d'Oscar Wilde ou encore Dracula (1897) de Bram Stoker, tant l'imaginaire et les codes esthétiques du genre originel abreuvent le style et la structure de chacun de ces récits. Cependant, la critique préfère parler de roman d'horreur. En France, Paul Féval publie en 1875 le roman parodique La Ville-vampire, mettant en scène Mary Ann Radcliffe luttant contre un vampire.

## Caractéristiques

### Cadres et décors
Le château médiéval en ruine est sans doute l'un des décors les plus emblématiques du roman gothique. Introduit par Horace Walpole dans Le Château d'Otrante (1764), considéré comme le premier roman gothique, le château devient rapidement un élément central du genre. Ces structures imposantes, avec leurs tours sombres, leurs passages secrets et leurs donjons, symbolisent le poids de l'histoire et les secrets du passé qui hantent le présent. Leurs architectures labyrinthiques reflètent souvent la complexité psychologique des personnages et la nature tortueuse de l'intrigue.
Les abbayes et monastères constituent un autre cadre récurrent, comme dans Le Moine (1796) de Matthew Gregory Lewis. Ces lieux, chargés d'histoire religieuse, deviennent des espaces où s'affrontent le sacré et le profane, la vertu et le vice. Leur isolement et leur atmosphère austère créent un terrain propice à l'exploration des thèmes de la transgression et de la punition divine. Les manoirs isolés et les grandes demeures aristocratiques sont également des décors privilégiés du gothique. Ces endroits, comme Thornfield Hall (en) dans Jane Eyre (1847) de Charlotte Brontë ou dans L'Abbaye de Northanger (1817) de Jane Austen, sont souvent présentés comme des microcosmes de la société, renfermant en leur sein les tensions sociales et les secrets familiaux. Leur isolement géographique reflète souvent l'isolement psychologique des personnages. Les éléments architecturaux spécifiques jouent un rôle crucial dans la création de l'atmosphère gothique. Les escaliers en colimaçon, les corridors sombres, les portes grinçantes, les fenêtres à meneaux et les portraits ancestraux sont autant de détails qui contribuent à l'ambiance inquiétante. Ces éléments servent souvent de points focaux pour des événements surnaturels ou des révélations dramatiques. L'utilisation de la lumière et de l'obscurité est un aspect crucial du décor gothique. Les ombres mouvantes, les chandelles vacillantes, les orages illuminant brièvement des scènes terrifiantes sont des techniques fréquemment utilisées pour créer une atmosphère de tension et d'incertitude.
Le paysage naturel joue également un rôle crucial dans l'établissement de l'atmosphère gothique. Les forêts sombres, les landes désolées, les falaises escarpées et les marécages brumeux sont autant d'éléments qui contribuent à créer un sentiment d'isolement et de menace. Ces paysages, souvent décrits avec un langage riche et évocateur, deviennent des extensions de l'état psychologique des personnages, reflétant leurs tourments intérieurs. Le climat et les conditions météorologiques jouent également un rôle important. Les tempêtes, le brouillard, la neige et la pluie sont souvent utilisés pour accentuer l'isolement des personnages et créer une atmosphère de menace imminente.
Les villes, en particulier les quartiers anciens et labyrinthiques, deviennent des cadres gothiques importants au XIXe siècle. Londres, dans des œuvres comme L'Étrange Cas du docteur Jekyll et de M. Hyde (1886) de Robert Louis Stevenson, est dépeinte comme un labyrinthe urbain mystérieux et menaçant, où le danger peut surgir à chaque coin de rue. La ville gothique incarne les anxiétés liées à l'urbanisation rapide et à la modernité.
Au fil de l'évolution du genre, de nouveaux décors ont été intégrés, reflétant les changements sociaux et culturels. Par exemple, les usines sombres et oppressantes de la révolution industrielle ou les laboratoires scientifiques mystérieux sont devenus des cadres gothiques à part entière au XIXe siècle.

### Personnages

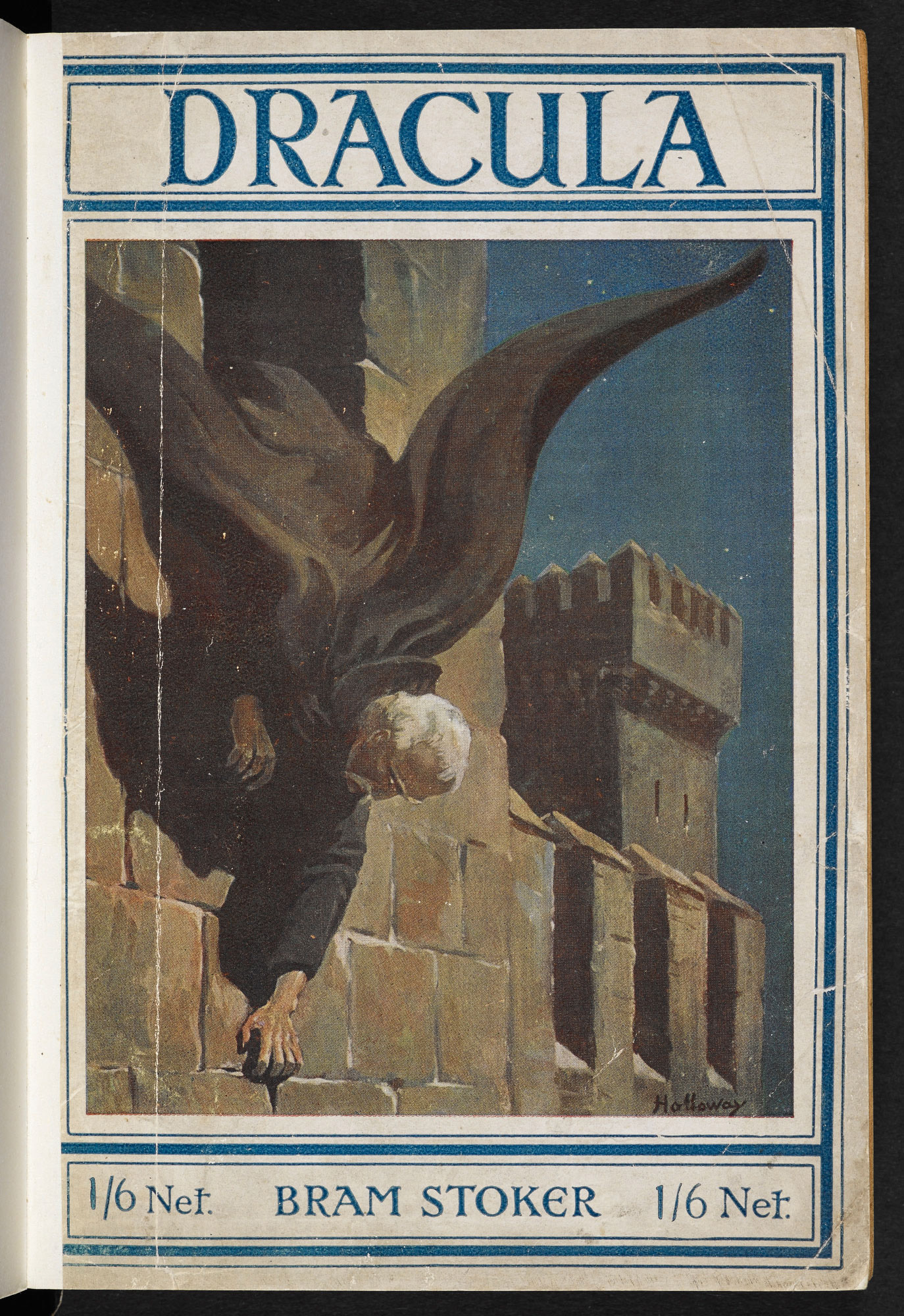
Le comte Dracula est indéniablement l'un des personnages les plus emblématiques des romans gothiques, à la fois incarnation du mal et objet de fascination.

Les personnages du roman gothique sont souvent archétypaux. On y trouve fréquemment une héroïne vertueuse et vulnérable, un héros noble mais torturé, et un antagoniste maléfique et charismatique. Ces personnages sont souvent aux prises avec des forces surnaturelles ou des secrets familiaux obscurs, ce qui ajoute à la tension narrative.
L'héroïne gothique est un personnage central du genre. Généralement jeune, belle et vertueuse, elle se trouve souvent dans des situations de grande vulnérabilité. Cependant, malgré son apparente fragilité, elle fait preuve d'une force intérieure remarquable face à l'adversité. Des personnages comme Emily Saint-Aubert dans Les Mystères d'Udolphe d'Ann Radcliffe illustrent cette dualité entre vulnérabilité extérieure et force intérieure. Le héros gothique est souvent un personnage complexe et tourmenté. Il peut être noble et vertueux, mais est fréquemment hanté par un passé mystérieux ou un secret inavouable. Ce personnage, comme Heathcliff dans Les Hauts de Hurlevent d'Emily Brontë, incarne souvent une dualité entre le bien et le mal, brouillant les frontières morales traditionnelles. L'antagoniste gothique est un personnage central et souvent le plus mémorable du roman. Charismatique et maléfique, il incarne généralement une forme de transgression sociale ou morale. Des personnages comme Manfred dans Le Château d'Otrante d'Horace Walpole ou Dracula dans le roman éponyme de Bram Stoker sont des exemples classiques d'antagonistes gothiques.
Les personnages secondaires jouent également un rôle crucial dans le roman gothique. Les serviteurs fidèles, les confidents, les mentors sages sont autant d'archétypes qui enrichissent l'intrigue et fournissent souvent des informations cruciales sur le passé ou les secrets des personnages principaux. Les personnages surnaturels ou monstrueux sont une caractéristique distinctive du gothique. Qu'il s'agisse de fantômes, de vampires, de monstres créés par l'homme comme la créature de Frankenstein, ou de manifestations plus ambiguës du surnaturel, ces personnages incarnent souvent les peurs et les anxiétés sociales de leur époque.
Les relations entre les personnages sont souvent complexes et chargées de tension. Les dynamiques familiales dysfonctionnelles, les amours interdites ou tragiques, et les rivalités intenses sont des thèmes récurrents qui contribuent à l'atmosphère de tension émotionnelle du gothique. Les personnages gothiques ont cependant évolué au fil du temps, reflétant les changements sociaux et culturels. Par exemple, l'émergence de personnages féminins plus forts et indépendants dans les romans gothiques du XIXe siècle reflète l'évolution des rôles de genre dans la société.

### Surnaturel
Le surnaturel joue un rôle crucial dans la création d'une atmosphère de mystère, de terreur et de suspense caractéristique du genre. Dans le contexte gothique, le surnaturel se réfère à des phénomènes qui dépassent les lois naturelles et la compréhension rationnelle. Il inclut des éléments tels que les fantômes, les monstres, la magie noire, les malédictions et les présages. L'utilisation du surnaturel dans la littérature gothique trouve ses racines dans les traditions folkloriques et les superstitions médiévales, mais elle est également influencée par le contexte social et culturel de l'époque romantique.
Il remplit plusieurs fonctions essentielles dans le roman gothique. Il contribue à établir une ambiance de peur, d'incertitude et de mystère. Il permet d'explorer les peurs profondes et l'inconscient des personnages et des lecteurs. Les phénomènes surnaturels servent souvent de métaphores pour aborder des questions sociales et morales de l'époque. L'introduction d'éléments surnaturels crée une tension entre le rationnel et l'irrationnel, alimentant ainsi le suspense du récit. Il se manifeste sous diverses formes. Les châteaux, abbayes et manoirs hantés sont des décors typiques du gothique. Ces lieux, souvent en ruines ou isolés, abritent des présences spectrales et des secrets ancestraux. Dans Le Château d'Otrante, le château lui-même semble animé de volonté propre. Les monstres et créatures surnaturelles jouent également un rôle prépondérant. Frankenstein de Mary Shelley présente une créature artificielle qui défie les lois de la nature, tandis que Dracula de Bram Stoker met en scène le vampire le plus célèbre de la littérature. Des événements inexplicables, comme des objets qui se déplacent seuls, des bruits mystérieux ou des apparitions fugaces, créent une atmosphère de tension et d'incertitude. Ann Radcliffe, dans Les Mystères d'Udolphe, utilise ces techniques pour maintenir le suspense.
Le traitement du surnaturel évolue progressivement. Certains auteurs, comme Ann Radcliffe, ont choisi de fournir des explications rationnelles aux phénomènes apparemment surnaturels à la fin de leurs récits. Des écrivains comme Edgar Allan Poe ont intériorisé le surnaturel, le présentant comme une manifestation de l'esprit troublé des personnages. Henry James, dans Le Tour d'écrou, laisse planer le doute sur la réalité des apparitions, créant une ambiguïté interprétative.

### Procédés narratifs

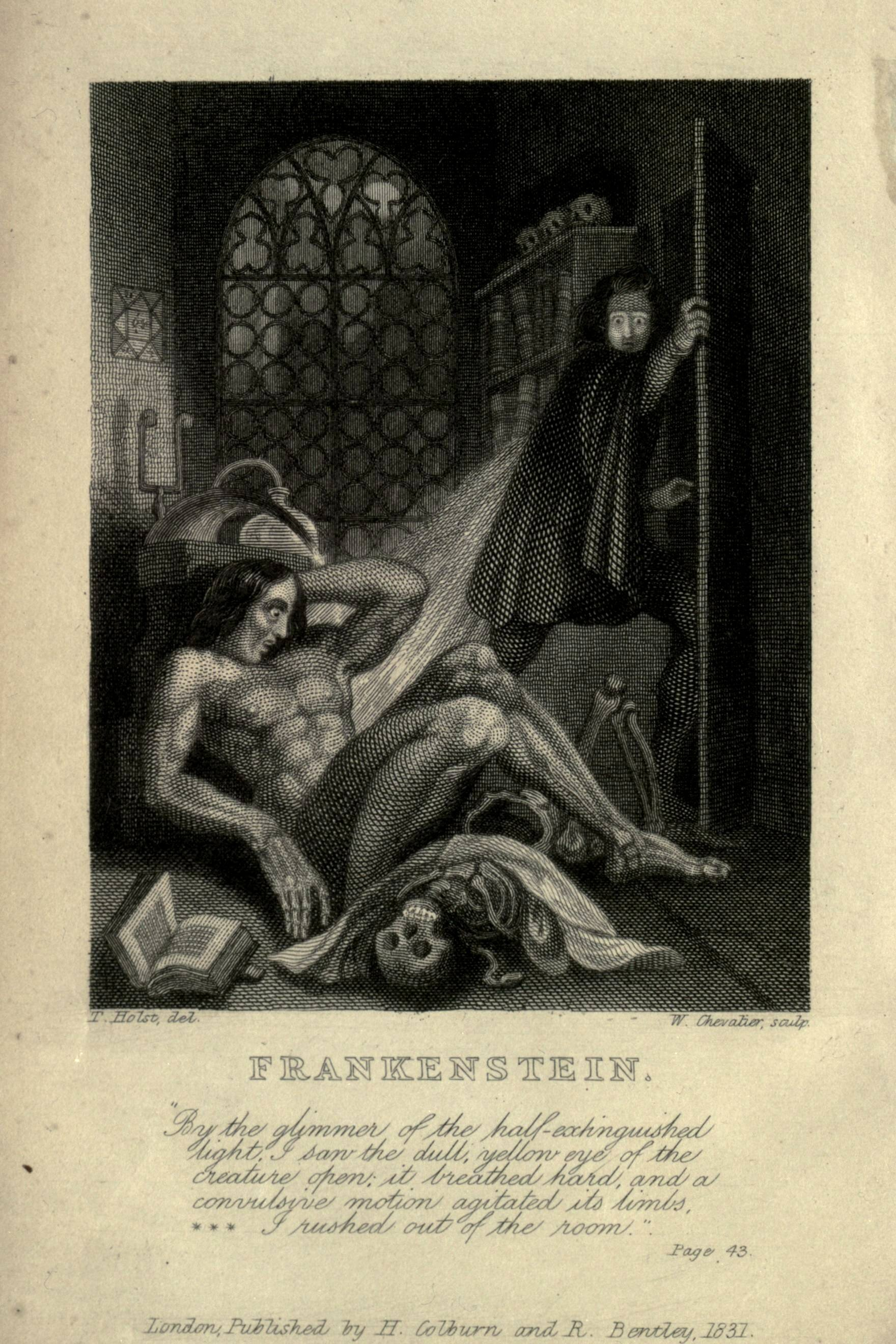
La structure de Frankenstein ou le Prométhée moderne est l'exemple le plus connu de récits enchâssés.

L'un des procédés narratifs les plus emblématiques du roman gothique est l'utilisation de la narration enchâssée. Cette technique consiste à imbriquer plusieurs récits les uns dans les autres, créant ainsi une structure narrative complexe. Frankenstein de Mary Shelley en est un parfait exemple, avec son récit principal encadrant l'histoire de Victor Frankenstein, qui elle-même contient le récit de la créature. Cette structure en poupées russes permet non seulement de multiplier les points de vue, mais aussi de créer une tension narrative en retardant la résolution de l'intrigue principale.
Le roman épistolaire est une autre forme narrative fréquemment utilisée. Des œuvres comme Dracula de Bram Stoker sont construites à partir d'une série de lettres, journaux intimes et autres documents. Cette approche permet de créer un sentiment d'authenticité et d'immédiateté, tout en jouant sur la subjectivité des différents narrateurs. Elle offre également la possibilité de présenter des événements sous différents angles, renforçant ainsi le mystère et l'ambiguïté caractéristiques du genre.
Le narrateur peu fiable est un procédé couramment employé. Ce type de narrateur, dont la crédibilité est mise en doute, crée une incertitude qui alimente le suspense et l'angoisse. Dans Le Tour d'écrou de Henry James, par exemple, la narratrice est une gouvernante dont la santé mentale est questionnable, ce qui jette un doute sur la réalité des événements surnaturels qu'elle rapporte. La focalisation interne, qui permet au lecteur d'accéder aux pensées et aux émotions des personnages, est largement utilisée dans le gothique pour intensifier l'expérience émotionnelle. Cette technique est particulièrement efficace pour susciter la peur et l'angoisse, en plongeant le lecteur dans l'esprit tourmenté des protagonistes.
Le roman gothique fait également un usage extensif de la description détaillée, notamment pour dépeindre les lieux et l'atmosphère. Ces longues descriptions, souvent qualifiées de « tableaux », servent à créer une ambiance inquiétante et à susciter un sentiment de malaise chez le lecteur. Ann Radcliffe, dans Les Mystères d'Udolphe, excelle dans cet art de la description atmosphérique, transformant les paysages et les châteaux en véritables personnages de l'histoire. L'utilisation de symboles et de motifs récurrents, qu'il s'agisse d'objets, de lieux ou de phénomènes naturels, contribue à créer une cohérence thématique et à renforcer l'atmosphère inquiétante du récit. Dans La Chute de la Maison Usher d'Edgar Allan Poe, par exemple, la fissure dans le mur de la maison symbolise la fragmentation psychologique et la déchéance de la famille Usher.
L'anticipation et le suspense sont des éléments cruciaux de la narration gothique. Les auteurs utilisent diverses techniques pour maintenir le lecteur en haleine, comme la fin ouverte des chapitres, les présages et les prophéties, ou encore la révélation progressive d'informations cruciales. Ces procédés contribuent à créer une tension narrative qui ne se relâche que rarement au cours du récit. Le genre fait aussi un usage abondant de l'analepse qui permet de révéler progressivement des éléments du passé des personnages, souvent liés à des secrets inavouables ou des événements traumatiques. Cette technique narrative contribue à créer une atmosphère de mystère et permet d'explorer les thèmes de la culpabilité et du remords si chers au genre gothique.
Le contraste et la juxtaposition sont également des techniques narratives fréquemment employées. Les auteurs opposent souvent le rationnel à l'irrationnel, le familier à l'étrange, ou encore le beau au monstrueux. Ces contrastes saisissants servent à déstabiliser le lecteur et à renforcer l'impact émotionnel du récit. Enfin, le genre fait souvent usage de l'intertextualité, en incorporant des références à d'autres textes, mythes ou légendes. Cette technique permet non seulement d'enrichir le récit, mais aussi de créer des échos avec d'autres histoires connues du lecteur, renforçant ainsi la dimension culturelle et symbolique de l'œuvre.

### Style d'écriture
Un trait marquant du style gothique est l'utilisation d'un vocabulaire riche et évocateur. Les auteurs gothiques emploient fréquemment des termes archaïques ou peu usuels pour créer une atmosphère d'étrangeté et de mystère. Ce lexique particulier contribue à transporter le lecteur dans un univers à la fois familier et inquiétant. Des mots comme « sinistre », « lugubre », « macabre » ou « funeste » sont récurrents et participent à l'ambiance sombre du récit. La syntaxe tend souvent vers la complexité. Les phrases longues et sinueuses, ponctuées de nombreuses subordonnées, créent un effet de suspense et d'attente. Cette structure phrastique complexe reflète souvent l'état d'esprit tourmenté des personnages ou la nature labyrinthique des lieux décrits. Ann Radcliffe, dans Les Mystères d'Udolphe, utilise magistralement cette technique pour maintenir le lecteur en haleine.
L'utilisation abondante de figures de style est une autre caractéristique du genre. Les métaphores, comparaisons et personnifications sont largement employées pour donner vie aux décors et intensifier les émotions. Par exemple, un château pourra être décrit comme « grimaçant » ou une forêt comme « menaçante », attribuant ainsi des caractéristiques humaines à des éléments inanimés. Cela contribue à créer une atmosphère où tout semble vivant et potentiellement dangereux. Le style gothique se caractérise également par un usage intensif de l'hyperbole. Les auteurs n'hésitent pas à exagérer les descriptions, les émotions et les situations pour créer un effet dramatique. Cela contribue à l'atmosphère de tension et d'angoisse propre au genre. Dans Dracula de Bram Stoker, par exemple, les descriptions du comte et de ses actions sont souvent exagérées pour souligner sa nature monstrueuse et terrifiante. La description détaillée est un autre élément clé du genre. Les auteurs consacrent souvent de longs passages à la description minutieuse des lieux, des objets et des personnages. Cela sert non seulement à planter le décor, mais aussi à créer une atmosphère particulière. Les châteaux en ruines, les forêts sombres, les souterrains humides sont décrits avec une telle précision qu'ils deviennent presque des personnages à part entière du récit. Avec l'utilisation du pathos, les auteurs cherchent à susciter des émotions fortes chez le lecteur en mettant l'accent sur la souffrance, la peur ou le désespoir des personnages. Cette technique vise à créer une connexion émotionnelle entre le lecteur et les protagonistes, renforçant ainsi l'impact du récit. L'ironie et le paradoxe, servant à créer une tension entre l'apparence et la réalité, sont régulièrement utilisés. L'ironie peut être utilisée pour souligner la nature trompeuse des apparences, tandis que le paradoxe met en lumière les contradictions inhérentes à la condition humaine.
Le rythme narratif particulier est également notable. Les auteurs alternent souvent entre des passages de tension intense et des moments de calme relatif, créant ainsi un rythme haletant qui maintient le lecteur en haleine. Cette alternance peut se refléter dans la longueur des phrases, qui peuvent varier de très courtes et saccadées dans les moments de tension à longues et élaborées dans les passages descriptifs.

### Transgression des tabous

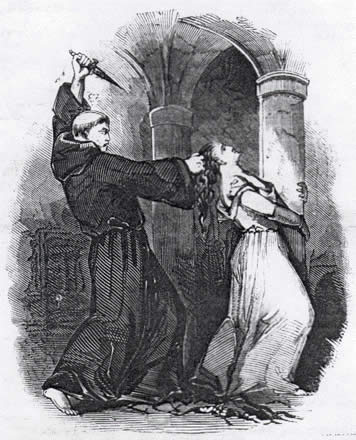
Avec son utilisation des thèmes du viol, de l'inceste, ou encore du pacte avec le diable, Le Moine repousse les limites de ce qui était considéré comme acceptable à l'époque et ouvre la voie à une nouvelle forme de littérature gothique, plus sombre et plus provocante.

Le roman gothique aborde souvent des thèmes liés aux tabous sociaux et aux anxiétés culturelles de son époque. Les transgressions sexuelles, la décadence aristocratique, les conflits entre raison et superstition, et les tensions entre passé et présent sont des sujets récurrents. Cette exploration des aspects sombres de la société et de la psyché humaine confère au genre gothique une dimension de critique sociale et psychologique.
L'un des tabous les plus transgressés est celui de l'inceste. Cette thématique apparaît dans de nombreuses œuvres, souvent de manière implicite ou suggérée. Dans Le Château d'Otrante d'Horace Walpole, considéré comme le premier roman gothique, le thème de l'inceste est présent en filigrane. Cette transgression symbolise souvent la décadence morale et la corruption des lignées familiales nobles. Le meurtre, et plus particulièrement le parricide ou l'infanticide, est un autre tabou fréquemment exploré. Ces actes de violence extrême au sein de la famille servent à illustrer la fragilité des liens familiaux et la présence du mal au cœur même des institutions sociales les plus sacrées. Frankenstein de Mary Shelley peut être interprété comme une exploration du thème de l'infanticide, avec Victor Frankenstein qui rejette et abandonne sa « création ».
La sexualité, en particulier ses aspects considérés comme déviants ou pervers par la société de l'époque, est un thème récurrent. Le vampirisme, par exemple, est souvent utilisé comme une métaphore de la sexualité débridée et dangereuse. Dans Dracula de Bram Stoker, le comte représente une menace sexuelle explicite pour les femmes vertueuses de la société victorienne. La transgression des tabous religieux est également un élément important. Le blasphème, la profanation et le pacte avec le diable sont des thèmes récurrents. Dans Le Moine de Matthew Gregory Lewis, le protagoniste, un homme d'église respecté, se laisse entraîner dans une spirale de péchés incluant le viol et le meurtre. Cette œuvre explore la corruption morale et la chute d'un personnage censé incarner la vertu.
La transgression des frontières entre la vie et la mort est un autre tabou couramment abordé. La nécromancie, la résurrection des morts et la création artificielle de vie sont des thèmes qui remettent en question l'ordre naturel et défient les lois divines. Frankenstein de Mary Shelley est l'exemple par excellence de cette transgression, avec son protagoniste qui cherche à créer la vie à partir de la mort. Le cannibalisme, tabou ultime dans de nombreuses cultures, apparaît également dans certains romans gothiques. Bien que rarement explicite, il est souvent suggéré ou métaphorique. Le vampirisme peut être interprété comme une forme de cannibalisme symbolique, représentant la consommation littérale et figurative de l'autre.
La transgression des normes de genre est un autre aspect important. Les personnages féminins, en particulier, sont souvent dépeints comme transgressant les rôles traditionnels attribués aux femmes dans la société. Certaines héroïnes gothiques font preuve d'une indépendance et d'une force de caractère qui défient les conventions sociales de l'époque. La folie, bien que non strictement un tabou, est souvent traitée comme une forme de transgression dans le gothique. Elle représente une rupture avec la rationalité et l'ordre social, et est fréquemment associée à d'autres formes de transgression. Dans Le Tour d'écrou de Henry James, la folie possible de la narratrice soulève des questions sur la nature de la réalité et de la perception.

## Chronologie et thématique

### Romans historiques
- 1735 : Mémoires du comte de Comminge, Mme de Tencin.
- 1764 : Le Château d'Otrante, Horace Walpole
- 1773 : Sir Bertrand, a Fragment, John Aikin
- 1777 : Le Vieux baron anglais, Clara Reeve
- 1785 : The Recess, Sophia Lee
- 1786 : Vathek, William Beckford
- 1795 : Mysteries Elucidated, Anna Maria Mackenzie
- 1796 : The Haunted Cavern, John Palmer
- 1796 : Hubert de Sevrac, Mary Robinson
- 1806 : The Novice of Saint Dominick, Sydney Owenson

### Ann Radcliffe et le roman d'horreur
- 1790 : Velina de Guidova, Mary Ann Radcliffe
- 1793 : The Castle of Wolfenbach, Eliza Parsons
- 1794 : Les Mystères d'Udolphe, Ann Radcliffe
- 1793-7 : Grasville Abbey, George Moore
- 1796 : Camilla, Frances Burney
- 1796 : The Children of the Abbey, Regina Maria Roche
- 1797 : L'Italien ou le Confessionnal des pénitents noirs, Ann Radcliffe
- 1798 : The Orphan of the Rhine, Eleanor Sleath
- 1798 : Wieland, Charles Charles Brockden Brown
- 1803 : Romance of the Pyrenees, Catherine Cuthbertson
- 1806 : Secrets of the Castle, David Carey
- 1809 : Manfroné, Mary Ann Radcliffe
- 1820 : Melmoth ou l'Homme errant, Charles Robert Maturin
- 1837 : Rookwood, William Harrison Ainsworth
- 1839 : La Chute de la maison Usher, Edgar Allan Poe

### Le gothique anglais
- 1788 : Emmeline ou l'Orpheline du château, Charlotte Turner Smith
- 1789 : Éthelinde ou la Recluse du lac, Charlotte Turner Smith
- 1794 : Things as They Are or The Adventures of Caleb Williams, William Godwin
- 1796 : Le Moine, Matthew Gregory Lewis
- 1798 : The Midnight Bell, Francis Lathom
- 1799 : Saint-Léon, histoire du seizième siècle, William Godwin[33]
- 1802 : Koenigsmark the Robber, Victor Jules Sarrett
- 1806 : Zofloya, ou le Maure, Charlotte Dacre[34]
- 1808 : The Midnight Groan (anon.)
- 1818 : Frankenstein, Mary Shelley[35]
- 1819 : Le Vampire, John Polidori
- 1824 : The Adventure of the German Student, Washington Irving
- 1824 : Confession du pécheur justifié, James Hogg

### Le néo-gothique anglais ou roman d'horreur
- 1871 : Carmilla, Joseph Sheridan Le Fanu
- 1885 : Olalla, Robert Louis Stevenson
- 1886 : L'Étrange Cas du docteur Jekyll et de M. Hyde, Robert Louis Stevenson
- 1897 : Dracula, Bram Stoker

## Postérité
Si le roman gothique tend à disparaître vers 1820, il a néanmoins une longue postérité. Des auteurs aussi variés que Charles Dickens, Honoré de Balzac, Victor Hugo, Jules Verne auront recours à des éléments empruntés au roman gothique, de même que les feuilletonistes et le théâtre de boulevard. C'est aussi le cas d'Alexandre Dumas, par exemple dans Pauline (1838) : cette œuvre typiquement romantique emprunte cependant au roman gothique différentes scènes comme celle dans laquelle le narrateur, grâce à une clé cachée dans un cimetière, retrouve l'héroïne enfermée dans une sorte de cachot, sous une église, avec à côté d'elle un verre de poison ; l'atmosphère macabre et lugubre y est alors nettement gothique. Le nom du personnage persécuteur, celui qui a enfermé sa femme dans ce cachot pour qu'elle y meure de faim ou d'empoisonnement, peut d'ailleurs être vu comme un clin d'œil à l'auteur du Château d'Otrante puisque, comme lui, il se nomme Horace.
La plupart des pionniers du genre, en revanche, sombrent si totalement dans l'oubli qu'un critique du début du XXe, George Saintsbury, voit dans la liste des romans cités par Jane Austen dans Northanger Abbey une pure invention de l'autrice. Il faudra attendre les découvertes de Michael Sadleir, collectionneur acharné de littérature gothique (1888-1957) pour découvrir qu'il s'agit de romans qui ont bien existé. Grâce à ces découvertes, on assiste à un renouveau d'intérêt pour le roman gothique, avec notamment la publication de l'ouvrage de Montague Summers, The Gothic Quest : A History of the Gothic Novel (1938). Dans les années 1950, le roman gothique est devenu un objet d'études, comme en témoigne The Gothic Flame de Devendra Varma. Les rééditions récentes de certaines de ces œuvres permettent de se faire une idée plus précise de l'intertextualité de la littérature de leur époque.